# 江戸上り
江戸上り（えどのぼり）とは、江戸幕府へ派遣された琉球国中山王府の慶賀使節のこと。琉球使節（りゅうきゅうしせつ）とも呼ばれる。江戸に「上る（のぼる）」という表現は琉球が下で江戸が上であるという前提に立つため、近年は、史料で多く見られる「江戸立」（えどだち。江戸立ち、とも書く）という表記が広まりつつある。

## 概要
江戸上りは、薩摩の琉球侵攻後の1634年から、幕末の1850年まで間に18回行われた。これらには、琉球国王即位の際に派遣される謝恩使と、幕府将軍襲職の際に派遣される慶賀使とがあった。
なお、1872年に明治維新の慶賀使が上京したが、これは通常「江戸上り」としては数えない。
正使（王子）･副使（親方）をはじめ、多くの役人や楽童子（がくどうじ）などで構成されていた。

## 旅程・道中

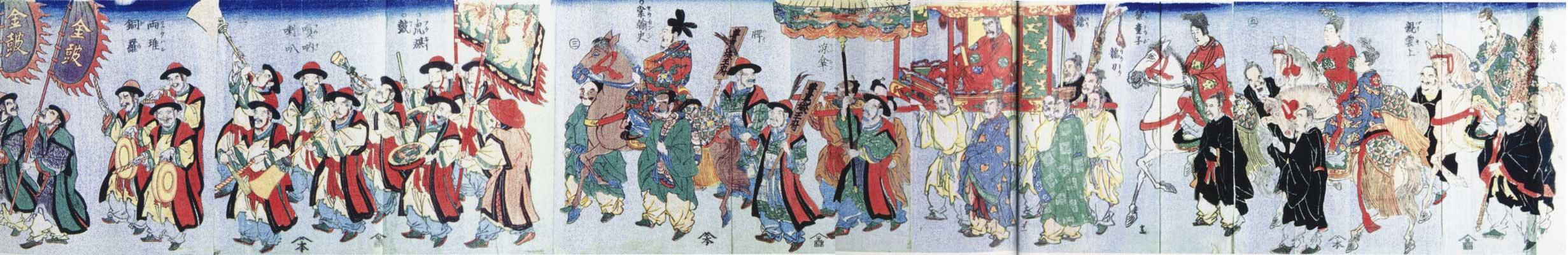
天保3年（1832年）の琉球使節

六月ごろ季節風に乗り琉球を出発、薩摩山川港に至る。琉球館（「外部リンク」の「琉球館」参照）にてしばらく滞在し、九月ごろ薩摩を出発、長崎を経て下関から船で瀬戸内海を抜けて大阪に上陸。京都を経て東海道を東へ下り江戸に着くのは十一月ごろである。1～2ヶ月ほど滞在し、年が明けてから江戸を出発、大阪までは陸路、その後海路にて薩摩を経由し琉球へ戻る。ほぼ一年掛かりの旅であった。
その道中は「異国を支配する薩摩藩」および「異国からの使節の来訪を受ける幕府」を前面に出すことによって両者の権威高揚に利用された。

## 文化交流
使節には、琉球音楽を演奏したり琉球舞踊を踊るための要員も含まれており(御座楽の項を参照)、特に路次楽は江戸上りのルート上にある地域の農村芸能にも影響を与え、また将軍や幕閣の前でも披露された。その他、随行員には和歌・茶道をはじめとする諸芸能に通じている者も派遣されており、これらの人的交流を通して中国と日本の文化が渾然一体となった琉球独自の文化が形作られていった。

## 江戸上り18回の詳細
- 第1回の江戸上りでは、実際は京都に滞在し、江戸下向はなかった。
- 第1回・第7回・第8回は慶賀使と謝恩使が同時に派遣された（下表参照）。
- 第11回の慶賀使の薩摩藩側の引率者は平田靱負。

| 回次 | 年代 西暦（干支、中国元号、和暦）           | 国王 | 将軍     | 目的   | 正使                     | 副使                     |
| ---- | ------------------------------------------- | ---- | -------- | ------ | ------------------------ | ------------------------ |
| 1    | 1634年（甲戌、崇禎7年、寛永11年）           | 尚豊 | 徳川家光 | 慶賀使 | 佐敷王子朝益（尚文）     | なし                     |
| 1    | 1634年（甲戌、崇禎7年、寛永11年）           | 尚豊 | 徳川家光 | 謝恩使 | 金武王子朝貞（尚盛）     | なし                     |
| 2    | 1644年（甲申、順治元年、寛永21年）          | 尚賢 | 徳川家光 | 謝恩使 | 国頭王子正則（馬国隆）   | なし                     |
| 3    | 1649年（己丑、順治6年、慶安2年）            | 尚質 | 徳川家光 | 謝恩使 | 具志川王子朝盈（尚亨）   | なし                     |
| 4    | 1653年（癸巳、順治10年、承応2年）           | 尚質 | 徳川家綱 | 慶賀使 | 国頭王子正則（馬国隆）   | なし                     |
| 5    | 1671年（辛亥、康熙10年、寛文11年）          | 尚貞 | 徳川家綱 | 謝恩使 | 金武王子朝興（尚熙）     | 越来親方朝誠（向美材）   |
| 6    | 1682年（壬戌、康熙21年、天和2年）           | 尚貞 | 徳川綱吉 | 慶賀使 | 名護王子朝元（尚弘仁）   | 恩納親方安治（毛国瑞）   |
| 7    | 1710年（庚寅、康熙49年、宝永7年）           | 尚益 | 徳川家宣 | 慶賀使 | 美里王子朝禎（尚紀）     | 富盛親方盛富（翁自道）   |
| 7    | 1710年（庚寅、康熙49年、宝永7年）           | 尚益 | 徳川家宣 | 謝恩使 | 豊見城王子朝匡（尚祐）   | 与座親方安好（毛文傑）   |
| 8    | 1714年（甲午、康熙53年、正徳4年）           | 尚敬 | 徳川家継 | 慶賀使 | 与那城王子朝直（尚監）   | 知念親方朝上（向保嗣）   |
| 8    | 1714年（甲午、康熙53年、正徳4年）           | 尚敬 | 徳川家継 | 謝恩使 | 金武王子朝祐（尚永恭）   | 勝連親方盛祐（毛応鳳）   |
| 9    | 1718年（戊戌、康熙57年、享保3年）           | 尚敬 | 徳川吉宗 | 慶賀使 | 越来王子朝慶（尚盛）     | 西平親方朝叙（向和声）   |
| 10   | 1748年（戊辰、乾隆13年、延享5年・寛延元年） | 尚敬 | 徳川家重 | 慶賀使 | 具志川王子朝利（尚承基） | 与那原親方良暢（馬元烈） |
| 11   | 1752年（壬申、乾隆17年、宝暦2年）           | 尚穆 | 徳川家重 | 謝恩使 | 今帰仁王子朝忠（尚宣謨） | 小波津親方安蔵（毛文和） |
| 12   | 1764年（甲申、乾隆29年、明和元年）          | 尚穆 | 徳川家治 | 慶賀使 | 読谷山王子朝恒（尚和）   | 湧川親方朝喬（向邦鼎）   |
| 13   | 1790年（庚戌、乾隆55年、寛政2年）           | 尚穆 | 徳川家斉 | 慶賀使 | 宜野湾王子朝陽（尚容）   | 幸地親方良篤（馬克義）   |
| 14   | 1796年（丙辰、嘉慶元年、寛政8年）           | 尚温 | 徳川家斉 | 謝恩使 | 大宜見王子朝規（尚恪）   | 安村親方良頭（馬文端）   |
| 15   | 1806年（丙寅、嘉慶11年、文化3年）           | 尚灝 | 徳川家斉 | 謝恩使 | 読谷山王子朝敕（尚太烈） | 小禄親方良和（馬応昌）   |
| 16   | 1832年（壬辰、道光12年、天保3年）           | 尚育 | 徳川家斉 | 謝恩使 | 豊見城王子朝春（尚楷）   | 沢岻親方安度（毛惟新）   |
| 17   | 1842年（壬寅、道光22年、天保13年）          | 尚育 | 徳川家慶 | 慶賀使 | 浦添王子朝憙（尚元魯）   | 座喜味親方盛普（毛達徳） |
| 18   | 1850年（庚戌、道光30年、嘉永3年）           | 尚泰 | 徳川家慶 | 謝恩使 | 玉川王子朝達（尚慎）     | 野村親方朝宜（向元模）   |
| 番外 | 1872年（壬申、同治11年、明治5年）           | 尚泰 | 明治天皇 | 慶賀使 | 伊江王子朝直（尚健）     | 宜湾親方朝保（向有恒）   |

## 関係著書・論文一覧

### 琉球使節自体を取り上げたもの
- 沖縄県文化振興会公文書館管理部史料編集室 編『江戸上り 琉球使節の江戸参府』沖縄県史ビジュアル版、2001年。
- 紙屋敦之「琉球使節の最後に関する考察」（『幕藩制国家の琉球支配』校倉書房、1990年、所収）。
- 紙屋敦之「琉球使節の解体」（『琉球王国評定所文書』第5巻、1990年）
- 紙屋敦之「琉球使節の江戸上り」（『大君外交と東アジア』吉川弘文館、1997年所収）
- 紙屋敦之「琉球の慶賀使について」『歴史と地理』530号、1999年。
- 玉井建也「琉球使節派遣準備と解体過程―「最後」の琉球使節を通じて―」『交通史研究』67号、2008年
- 宮城栄昌『琉球使者の江戸上り』第一書房、1982年。
- 宮城栄昌「第一回江戸上り」『琉大史学』11号、1980年
- 森威史「嘉永三年琉球使節の江戸参府」（『博友』6号、沖縄県立博物館友の会、1992年、所収）。
- 横山學『琉球国使節渡来の研究』吉川弘文館、1987年。

### 近世日本との政治的関係
- 梅木哲人「琉球国王書翰の検討」『地方史研究』197号、1985年
- 紙屋敦之「幕藩体制下における琉球の位置―幕・藩・琉三者の権力関係―」（『幕藩制国家の琉球支配』校倉書房、1990年、所収）。
- 喜舎場一隆「江戸幕府と薩流関係」（同著『近世薩琉関係史の研究』国書刊行会、1993年）
- 豊見山和行「江戸幕府外交と琉球」『沖縄文化』65号、1985年
- 広瀬隆久「琉球王国使節と「琉球人来朝之式」」（『東京学芸大学附属高等学校研究紀要』41号、2004年）
- 真栄平房昭「幕藩制国家の外交儀礼と琉球」『歴史学研究』620号、1991年
- 宮城栄昌「正徳4年の江戸上り時に起きた書翰問題」『沖縄国際大学文学部紀要 社会学科篇』9-1号、1981年

### 琉球使節と国内の関係
- 飯沼雅行「朝鮮通信使・琉球使節通航時の綱引助郷‐摂河両国を中心に‐」『交通史研究』54号、2004年
- 飯沼雅行「幕府広域役の実現過程に見る個別領主と地域　琉球使節綱引組合大塚組の事例」『地方史研究』56-6、2006年
- 飯沼雅行「幕府広域役の命令と情報の伝達-琉球使節通航時の綱引役の場合-」（『ヒストリア』217号、2009）
- 市毛弘子「琉球王子と清見寺」『地方史静岡』21号、1992年
- 大島延次郎「琉球使節の江府参礼」『日本交通史論叢』1939年
- 太田三郎「琉球使節江戸参府の触書」『沖縄県史研究紀要』2号、1996年
- 紙屋敦之「岡山藩と対外関係」『一九九四・一九九五年度科研報告書 岡山藩の支配方法と社会構造』1996年
- 木村吉聡・下鍛冶尚真編『琉球使節の江戸上りと御手洗』私家版、1999年。
- 佐藤権司『朝鮮通信使・琉球使節の日光参り　三使の日記から読む日光道中』随想舎、2007年
- 下関市立長府博物館 編『東アジアのなかの下関　近世下関の対外交渉（特別展）』1996年
- 玉井建也「琉球使節通行に対する「御仕構」態勢について―伊予国津和地島を事例として―」『早稲田大学大学院文学研究科紀要』第51輯第4分冊、2006年
- 玉井建也編『近世日本における外国使節と社会変容―『儀衛正日記』を読む』紙屋敦之研究室、2006年
  - 上里隆史「『儀衛正日記』と関連史料について」
  - 鈴木孝幸「天保三年度琉球使節の派遣延期の背景」
  - 安藤奈々「江戸上りの装束・路次楽・荷物に関する一考察」
  - 杉村征紀「琉球使節の編成と運営」
  - 玉井建也「琉球使節通航に関する情報収集について」
  - 孫暁艶「琉球使者江戸上りにおける死者と墓参問題」
  - 清水光明「琉球使節の外交儀礼と「朝拝御規式」」
  - 金井貴司「琉球使節の「習禮」について」
  - 山上至人「江戸市中における琉球使節の行列」
- 玉井建也「朝鮮通信使・琉球使節通航と情報・接待・応対―伊予国津和地島を事例として―」『風俗史学』36号、2007年
- 玉井建也「近世琉球使節通航と海域をめぐる情報―伊予国津和地島を事例として―」『日本歴史』727号、2008年
- 豊橋市二川宿本陣資料館 編『琉球使節展図録』2001年
- 古塚達朗「琉球人の墓を訪ねて―江戸上りルートをたどる―」『地域と文化』75号、1993年
- 真栄平房昭「江戸上りの旅と墓碑銘」『沖縄文化研究』21号、1995年
- 三宅英利「琉球使節と小倉藩」『北九州大学文学部紀要B系列』21号、1989年
- 福山市鞆の浦歴史民俗資料館編『知られざる琉球使節　国際都市・鞆の浦』2006年
- 横山學「琉使名古屋通行と貸本屋大惣」（南島史学会編『南島―その歴史と風土―Ⅱ』第一書房、1979年所収）

### その他
- 喜瀬慎仁「「江戸上り、史跡探索の旅」に参加して　琉球音楽家の視点より』『沖縄県立芸術大学紀要』6号、1998年
- 土田良一『近世宿駅の歴史地理学的研究』吉川弘文館、1994年
- 中澤伸弘「近世後期琉球と和歌の受容」（『神道宗教』197号、2005年）
- 外間正幸「江戸時代琉球使節の音楽と舞踊について」『琉球政府立博物館館報』第2号、1969年
- 真栄平房昭「琉球における家臣団編成と貿易構造―「旅役」知行制の分析―」（藤野保編『九州と藩政2』国書刊行会、1984年所収）
- 真栄平房昭「近世琉球における航海と信仰―「旅」の儀礼を中心に―」『沖縄文化』77号、1993年
- 宮城栄昌「「江戸上り史料」中の芸能史料」『沖縄文化研究』3号、1976年

### その他（国外）
- 紙屋敦之「北京の琉球使節」『月刊　歴史手帖』第23巻6号、1995年
- 朱淑媛「清代琉球国進貢使・官生の病死及び墓葬考」『第二回琉球・中国交渉史に関するシンポジウム論文集』1995年
- 西里喜行「咸豊・同治期(幕末維新期)の中琉日關係再考―尚泰册封問題とその周邊」『東洋史研究』64-4号、2006年
- 深澤秋人「福州における琉球使節の構造―清代の存留通事像を中心に」『歴代宝案研究』9号、1998年
- 深澤秋人「近世琉球における渡唐使節の編成―19世紀の事例を中心に―」『沖縄文化研究』26号、2000年
- 深澤秋人「近世琉球の渡唐使節における特使の様相--清朝との通交期を中心に」『沖縄キリスト教短期大学紀要』29号、2000年
- 深澤秋人「琉球使節の北京滞在期間 : 清朝との通交期を中心に」『沖縄国際大学総合学術研究紀要』8-1号、2004年
- 真栄平房昭「琉球使節の異国体験−中国大陸三千キロの旅−」（永積洋子編『「鎖国」を見直す』、国際文化交流推進協会、1999年、所収）
- 真栄平房昭「北京における琉球使節と紫光閣」『がじゅまる通信』41号、2005年
- 松浦章「嘉靖十三年(一五三四)朝鮮使節が北京で邂逅した琉球使節」『南島史学』72号、2008年

### 関係史料
- 池宮正治「資料紹介『儀衛正日記』」『琉球大学法文学部紀要　日本東洋文化論集』1号、1995年
- 小野まさ子「二川宿本陣資料館の江戸上り関係資料」『史料編集室紀要』第27号、2002年
- 紙屋敦之「徳川家康と琉球王の対面に関する一史料」『日本史攷究』22号、1996年
- 津波清「岐阜県内「江戸上り」関係資料調査について」『沖縄県史研究紀要』2号、1996年

### 書評
- 横山學「書評 宮城栄昌著「琉球使者の江戸上り」(南島文化叢書4)」『南島史学』21・22号、1983年
- 和田久徳「書評「琉球国使節渡来の研究」横山學」『南島史学』30号、1987年